# Paul Mania

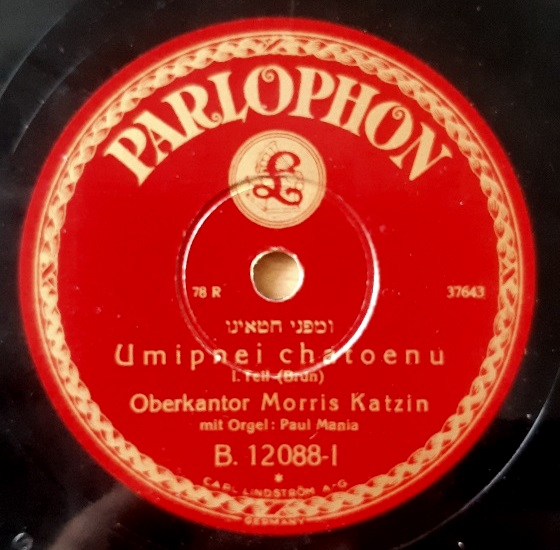
Schallplatte mit Paul Mania als Begleiter (Berlin 1929)

Paul Mania (* 22. September 1882 in Tschöplowitz; † 11. August 1935 in Obernigk) war ein deutscher Organist, Harmoniumvirtuose, Komponist und Orchesterleiter.

## Leben und Wirken
Paul Mania kam 1882 im niederschlesischen Czepolowicz im Landkreis Brieg als Sohn eines Bauern zur Welt. Trotz seiner schon früh erkennbaren musikalischen Begabung musste er zunächst eine ungeliebte Kaufmannslehre durchlaufen, ehe er aufgrund eines heimlichen Musikstudiums am Konservatorium in Breslau und der Förderung durch den Inhaber der Musikalienhandlung Ibach in Köln zu einem erfolgreichen Musiker werden konnte.

### Komponist
Manias Hauptschaffenszeit als Komponist fällt in die Jahre 1910 bis 1920. Bekannt wurde er durch seine Vertonung rheinischer Dichtungen, die wegen ihrer Volkstümlichkeit bald weit verbreitet waren. So wurde sein berühmt gewordenes Lied Im Rolandsbogen, zu dem der Heimatdichter Jörg Ritzel die Worte geschrieben hatte, 1914 erstmals aufgeführt. Es wurde auf zahlreichen Liedpostkarten verbreitet. 
Auch populäre Lieder wie Zu Rüdesheim in der Drosselgass’ oder die Vertonung des Gedichtes Rheintreue von Josef Schlegel als Chorsatz zählen zu Manias Werken, ebenso wie das Brohltallied, dessen dichterische Vorlage von Johann Jacobs stammte und das sich nicht nur bei den Bewohnern des Brohltales bis heute großer Beliebtheit erfreut.
Mania schrieb jedoch nicht nur Rhein- und Weinlieder, sondern vertonte auch literarische Texte von Otto Julius Bierbaum, Wilhelm Busch, Ludwig Fulda, Hermann Löns und Heinz Steguweit. Auch komponierte er den Marsch der Kölner Prinzengarde, der heute noch im Kölner Karneval offiziell als Prinzen-Gardemarsch gespielt wird.

### Ausübender Musiker
Im Ersten Weltkrieg musste er aufgrund seines schlechten Gesundheitszustandes nicht einrücken, sondern fand Gelegenheit, über 400 Konzerte für wohltätige Zwecke zu veranstalten.
Mania wirkte sowohl als Organist und Pianist, der z. B. im Gürzenich namhafte Gesangssolisten begleitete, als auch als Orchesterdirigent, namentlich aber als Chorleiter regionaler Vereinigungen, z. B. des Kölner Männerchores, des Kölner Mania-Frauenchores, des Solinger Männergesangvereins, besonders aber des 1842 gegründeten Kölner Männergesangvereins.
Dazu pflegte er als Solist das Spiel auf der Orgel und dem Harmonium, das er als Instrument besonders schätzte.
Neben der ernsten Musik waren es aber auch die heiteren Lieder seiner neuen rheinischen Heimat, deren Vortrag durch bekannte Karnevalisten wie Willi Ostermann oder Gerhard Ebeler er als Orchesterleiter begleitete.

### Künstler für die Medien ab 1924
Als der Rundfunk in Deutschland aufkam, war es die WERAG (Vorläuferin des Westdeutschen Rundfunks), die ihn 1924 als Chordirektor, Solistenbegleiter, als Komponisten und stellvertretenden Kapellmeister verpflichtete.
Seinem Ruf als Meister auf dem Harmonium verdankte Mania das Engagement beim Lindström-Konzern in Berlin, für dessen Marke Parlophon er ab 1924 zahlreiche Schellackplatten bespielte. Hier trat er ebenso solistisch wie auch als Begleiter bedeutender Sänger von Bühne und Konzertsaal hervor, auch von Sängern der Synagoge wie dem Kölner Oberkantor Hermann Fleischmann, dem letzten Kantor von Hannover, Israel Alter, oder dem russischen Kantor Morris Katzin.
Im Jahre 1934 erkrankte Mania schwer und musste ins Spital gebracht werden. Am 11. August 1935 starb er im Alter von 52 Jahren in seiner schlesischen Heimat im Kurort Obernigk (heute Oborniki Śląskie) im Katzengebirge.

### Tondokumente (Auswahl)

#### Als Solist
- Lobe den Herren. Choral-Fantasie (Mania). Parlophon P.1870-I (mx. 2-7594), aufgen. 8. Oktober 1924 in Berlin
- Es ist ein Ros’ entsprungen. Choral-Fantasie (Mania). Parlophon P.1870-II (mx. 2-7595), aufgen. 8. Oktober 1924 in Berlin
- Hallelujah Chorus (Haendel). Paul Mania, organ (grand) with trumpets. Parlophone (brit.) E 10 760 (mx. 2-20 721) aufgen. 20. April 1928
- Vision of Joan of Arc - Meditation. (Gounod) Paul Mania, organ (grand) with trumpets. Parlophone (brit.) E 10 760 (mx. 2-20 720) aufgen. 20. April 1928
- Badinage (Mania). Parlophon P.1400-I (mx. 2-6004), Paul Mania auf Dominator

#### Als Liedbegleiter
an der Orgel
- Ave Maria. (Schubert). Mit Emmy Heckmann-Bettendorf, Sopran. Parlophon P.9378 (mx. 2-21 226), aufg. 28. Februar 1929.
- chasanut:
- Ya’ aleh. (Israel Alter) I und II. Mit Israel Alter, Tenor.  Parlophon P.9433-I (mx. 2-21 472) und -II (mx. 2-21 473)
- Haschkiveinu. (B. W. Alter) I und II. Mit Israel Alter, Tenor. Parlophon P.9455-I (mx. 2-21 474) und -II (mx. 2-21 475) aufgen. 5. Juni 1929 in Berlin
- El mole rachamim. (Israel Alter, arr. Leo Kopf[12]) Mit Israel Alter, Tenor. Parlophon P.9453-II (mx. 2-21 550²), aufgen. 20. Januar 1930 in Berlin

#### Als Dirigent
- Für dich. (Henry E. Geehl). Heinrich Winckelshoff mit Orchester, unter Leitung von Paul Mania, Köln. Parlophon P. 1885-I (Matrizennummer  2-7775) aufgen. 17. Dezember 1924.
- Heimliche Aufforderung (Richard Strauss op. 27. 2) / Liebesfeier (Felix Weingartner op. 16.2). Heinrich Winckelshoff mit Orchester, unter Leitung von Paul Mania, Köln. Parlophon P. 1885-II (Matrizennummer  2-7777) aufgen. 17. Dezember 1924.
- Mein Rhein. (Wenn nur der Rhein nicht wär’, Aug. Bungert op. 37). Heinrich Winckelshoff mit Orchester, unter Leitung von Paul Mania, Köln. Parlophon P.1835-I (2-7774) aufgen. 17. Dezember 1924.
- Komm mit zum schönen grünen Rhein. (Eugen Warwas - Balthasar Volkmuth). Heinrich Winckelshoff mit Orchester, unter Leitung von Paul Mania, Köln. Parlophon P.1835-II (2-7776) aufgen. 17. Dezember 1924.
- Im Wein: Rheinlied. (Paul Mania). Heinrich Winckelshoff mit Instrumentaltrio unter Leitung von Paul Mania, Köln. Parlophon P. 1844 (Matrizennummer  2-7781) aufgen. 18. Dezember 1924 (mit Paul Mania, Schiedmayer “Dominator” Harmonium, Edith Lorand, Violine)
- Im Rolandsbogen. (Paul Mania) Heinrich Winckelshoff mit Instrumentaltrio unter Leitung von Paul Mania, Köln. Parlophon P. 1844 (Matrizennummer  2-7782) aufgen. 18. Dezember 1924 (mit Paul Mania, Schiedmayer “Dominator” Harmonium, Edith Lorand, Violine)

als Begleiter Kölner Karnevalisten
- Do ärme Kääl kanns nit d’rför.. Karnevals-Marschlied (Hans Otten. Text: Gerhard Ebeler.) Gerhard Ebeler, mit Orchester unter Leitung von Paul Mania. Beka B. 6881 (Matrizennummer 37 997)
- En d’r Höhnergass 204. Marschlied (Hans Otten. Text: Gerhard Ebeler.) Gerhard Ebeler, mit Orchester unter Leitung von Paul Mania. Beka  B. 6881 (Matrizennummer 37 999)
- Drum rat’ ich dir – zieh an den Rhein! : Neues Rheinlied. (Willi Ostermann.) Willi Ostermann  mit Orchester unter Leitung von Paul Mania. Parlophon B. 12 115 (Matrizennummer 37 965)
- Ich trinke! Auf dein Wohl, mein Schatz. Marschlied (Willi Ostermann). Willi Ostermann mit Orchester unter Leitung von Paul Mania. Parlophon B. 12 115 (Matrizennummer 37 962)
- Nä - ich mag dich nit mie. Marschlied. (Willi Ostermann.) Willi Ostermann mit Orchester unter Leitung von Paul Mania. Parlophon B. 12 116 (Matrizennummer 37 964)
- Denn einmal nur im Jahr ist Karneval. Marschlied. (Willi Ostermann.) Willi Ostermann mit Orchester unter Leitung von Paul Mania. Parlophon B. 12 116 (Matrizennummer 37 963)